# Pavčina Lehota
Pavčina Lehota (Hongaars: Paucsinalehota) is een Slowaakse gemeente in de regio Žilina, en maakt deel uit van het district Liptovský Mikuláš.
Pavčina Lehota telt 365 inwoners.